# Episodi di Gaycation (seconda stagione)
La seconda stagione della serie televisiva Gaycation, composta da 4 episodi, non è mai stata trasmessa in Italia.
Negli Stati Uniti d'America è stata trasmessa dal 7 settembre 2016 da Viceland.
Lo speciale è andato in onda il 30 aprile 2017.
| nº       | Titolo originale                    | Prima TV USA      | Prima TV Italia |
| -------- | ----------------------------------- | ----------------- | --------------- |
| 1        | Ukraine                             | 7 settembre 2016  | Inedita         |
| 2        | India                               | 14 settembre 2016 | Inedita         |
| 3        | France                              | 21 settembre 2016 | Inedita         |
| 4        | Deep South                          | 28 settembre 2016 | Inedita         |
| Speciale | Gaycation Presents: United We Stand | 30 aprile 2017    | Inedita         |

## Ukraine
Nella première della seconda stagione, Ellen e Ian si recano in Ucraina due anni dopo la rivoluzione e incontrano gli attivisti LGBTQ che lottano per l'uguaglianza in un'era post-sovietica.

## India
Ellen e Ian si recano in India, dove le guide della comunità LGBTQ locale li aiutano a esplorare il modo in cui il paese può evolversi, pur mantenendo le sue antiche tradizioni.

## France
Ian viaggia in Francia, dove un tempo viveva da studente, per vedere come sono le persone LGBTQ le cui storie e lotte sono spesso nascoste. Il tutto con la showgirl transgender Marie-Pierre Pruvot, alias Bambi.

## Deep South
Nel finale della seconda stagione Ian si imbarca in un viaggio attraverso il profondo sud per esplorare la cultura delle comunità locali LGBTQ e gli stigmi sociali che sono costretti a sopportare.

## Gaycation Presents: United We Stand
In uno speciale di Gaycation Ellen Page e Ian Daniel vanno oltre i titoli dei giornali e danno un'occhiata a cosa potrebbe significare l'amministrazione Trump per la comunità LGBTQ.